# Semiothisa galbineata
Semiothisa galbineata är en fjärilsart som beskrevs av Philipp Christoph Zeller 1832. Semiothisa galbineata ingår i släktet Semiothisa och familjen mätare. Inga underarter finns listade i Catalogue of Life.